# Andrea Horwath
Andres Horwath (Hamilton, 1963) es una política canadiense que lidera el Nuevo Partido Democrático de Ontario desde el 7 de marzo de 2009. Desde 2004 es diputada en la Asamblea legislativa de Ontario, por la circunscripción de Hamilton-Centre.

## Carrera política
En las elecciones de 1997 fue candidata del Nuevo Partido Democrático (NPD) contra el liberal Stan Keyes en la circunscripción de Hamilton West. Pese a su derrota, su segundo puesto fue importante, al aumentar el peso político del NPD en la ciudad.
Al año siguiente fue elegida para el consejo local de Hamilton, convirtiéndose en una prominente voz de la izquierda en la ciudad, siendo reelegida en 2000 y 2003, ocupando diversos cargos en comités locales.
En 2004 fue elegida en las elecciones celebradas en Hamilton East para la Asamblea Legislativa de Ontario tras la muerte del diputado liberal Dominic Agostino. Horwath venció en las elecciones al hermano del fallecido, logrando un 63,6% de los votos. En 2007 se presentó a las elecciones de Ontario por la nueva circunscripción de Hamilton Centre, tras la división de la anterior circunscripción. Consiguió de nuevo la victoria aunque con un porcentaje menor, el 44,6%, superando al liberal Steve Ruddick. En 2009 se convirtió en la líder regional del NPD.